# Cleptometopus strandi
Cleptometopus strandi är en skalbaggsart som beskrevs av Stefan von Breuning 1942. Cleptometopus strandi ingår i släktet Cleptometopus och familjen långhorningar. Inga underarter finns listade i Catalogue of Life.